# Widar Ziehnert
Ernst Widar Amadeus Ziehnert (* 24. Juli 1814 in Königsbrück, Königreich Sachsen; † 12. Februar 1839 in Schlettau, Königreich Sachsen) war ein deutscher Dichter und Sagensammler.

## Leben
Widar Ziehnert war ein Sohn des Rektors und ersten Hospitalpredigers zu Königsbrück, Johann Gottlieb Ziehnert (1780–1856) und dessen Frau Johanne Christiane geb. Schale aus Leipzig. Widars Vater amtierte als Pfarrer ab 1816 in Großenhain und ab 1828 im erzgebirgischen Schlettau an der Kirche zu Schlettau. 
Der junge Pfarrerssohn immatrikulierte sich 1832 an der Universität Leipzig zu einem Studium der evangelischen Theologie. 1836 bestand er in Leipzig das Examen. Er gehörte neben Johann Georg Theodor Grässe und Karl Haupt zu den ersten Forschern, die Sagen aus Sachsen sammelten und aufschrieben, was Alfred Meiche schließlich wissenschaftlich erarbeitete. 
Der Kandidat der Theologie starb nach wochenlanger Krankheit im Alter von 24 Jahren in Schlettau.

## Würdigung
1939 sammelte die Kirchgemeinde Schlettau Spenden und finanzierte davon eine Gedenktafel an Widar Ziehnert am Pfarrhaus in Schlettau. Diese wurde von einer Nachfolge-Gedenktafel ersetzt, die sowohl an den Vater und als auch an den Sohn Ziehnert mit Lebensdaten und ihren Leistungen erinnert.

## Werke

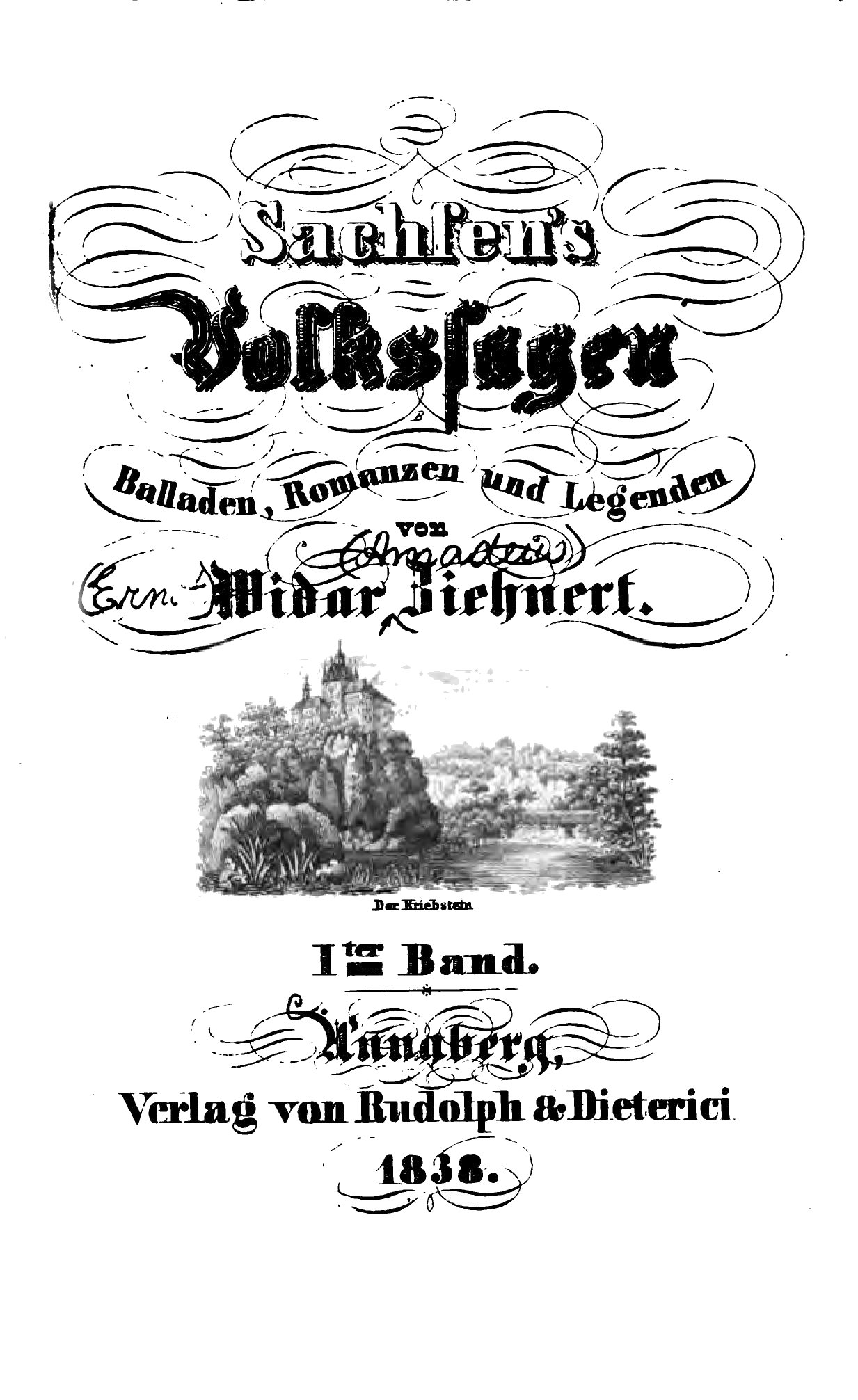
Sachsen's Volkssagen: Balladen, Romanzen und Legenden (Band 1)

- Sachsen's Volkssagen. Balladen, Romanzen und Legenden. Nebst einem Anhang enthaltend 146 Sagen in Prosa. 1839, in etwa 35 Heften. (Digitalisat)
- Preussens Volkssagen, Mährchen und Legenden, als Balladen, Romanzen und Erzählungen bearbeitet.
  - Band 1, Verlag C. B. Polet, Leipzig 1839.
  - Band 2, Ebd., Leipzig 1840.
  - Band 3, Ebd., Leipzig 1840.
- Neues Bilder-Allerlei für gute Kinder: bestehend in 14 fein colorirten und 14 schwarzen Blättern mit 100 Zeichnungen. (Digitalisat)
- Deutsche Sagen und Mährchen für die Jugend. Mit 7 illum[Farb-] Kupfern. 164 Seiten.
- Sächsische Kriegslieder, dem edeln Banner und der braven Landwehr vorzüglich gewidmet.
- zusammen mit anderen Autoren: 100 bunte Bilder aus Prinz Lilliputs Gemäldegällerie und 100 kleine Erzählungen dazu für Kinder von 6 bis 12 Jahren. Verlag A. R. Friese, Leipzig 1833.